# Хокей Австралії
Хокей Австралії (англ. Ice Hockey Australia, IHA) — організація, яка займається проведенням на території Австралії змагань з хокею із шайбою. Утворена у 1950 році як Австралійська хокейна федерація, член ІІХФ з 11 лютого 1938 року. Об'єднує більше 30 клубів, понад 3,184 зареєстрованих гравців (із них 2,000 дорослих), 20 хокейних залів зі штучним льодом. Найбільші Палаци спорту у Сіднеї, Мельбурні і Перті, що вміщають по 5,000—8,000 глядачів.

## Історія
Хокей до Австралії завезли емігранти з Англії на початку XX століття. У 1903 році команда англійських хокеїстів зіграла матч із канадськими моряками (3:11). Є й інша версія виникнення хокею у країні, офіційно прийнята федерацією. У 1904 році в Аделаїді, де була єдина у країні ковзанка, ковзанярі вирішили придумати гру, схожу на хокей. Але перша офіційно зареєстрована гра у хокей відбулася у 1908 році між моряками американського військового корабля «Балтимор» і командою Мельбурна.
У 1908—1909 роках у Сіднеї сформувалася перша команда, а у 1909 році на мельбурнській ковзанці «Глайсіаріум» пройшли перші зустрічі між командами штатів Новий Південний Уельс (Сідней) та Вікторія (Мельбурн).
Популярність хокею швидко росла, чому неабиякою мірою сприяли канадські гравці і тренери, які емігрували до Австралії. У льодових хокеїстів перекваліфікувалися гравці хокею на траві. Хокейні клуби з'явилися перш за все у штатах Новий Південний Уельс, Північна Територія, Вікторія і Південна Австралія.
Міжнародні контакти австралійських хокеїстів почали налагоджуватися у 1921 році, але на зимові Олімпійські ігри збірна Австралії поїхала уперше у 1960 році (у Скво-Веллі, США).

## Турніри
Перший чемпіонат Австралії був проведений у 1955 році. У ньому брали участь чемпіони штатів. Перший чемпіон країни — клуб «Блек Гокс» (Сент-Моріц). Пізніше формула проведення чемпіонату змінювалася. В кінці 1970-х — початку 1980-х років 7 команд національної ліги брали участь у двохколовому турнірі. З середини 1980-х років у національній лізі грають 13 команд, розподілених на 3 групи: у штатах Новий Південний Уельс і Північна Територія — 5 команд, у штаті Вікторія — 4 команди, у штаті Південна Австралія — 4. Частіше за всіх чемпіоном ставав клуб «Воррінга Бомберз» — 18 разів. Після закінчення чемпіонату країни визначають найціннішого і найкоректнішого гравця.
До складу Австралійської хокейної федерації входять хокейні асоціації Північної Території, штатів Новий Південний Уельс, Квінсленд, Південна Австралія, Тасманія, Західна Австралія, Вікторія. Найбільша асоціація — у штаті Новий Південний Уельс (11 клубів). У кожній асоціації проводиться чемпіонат.
Головний турнір в Австралії — щорічний (з 1921 року) розіграш Кубка Гудолл для збірних команд штатів. Після закінчення його вручаються призи найціннішому й найкоректнішому гравцеві і найкращому воротарю.
Хокей серед дітей, юнаків та юніорів у країні розвинений слабко, хоча щорічно збірні штатів розігрують чотири призи: Приз Брауна (беруть участь хокеїсти у віці до 21), Приз Тенг (до 17), Приз Де Фріза (до 15), Кубок президента (до 13). 

## Гравці та національна збірна
Збірна Австралії дебютувала на чемпіонаті світу і зимових Олімпійських іграх у 1960 році у Скво-Веллі. У першому матчі 18 лютого 1960 року австралійці програли збірній США 1:12. Найкращий результат команди на чемпіонатах світу і зимових Олімпійських іграх — 9-е місце (1960). В Австралії проходили турніри чемпіонату світу групи С 1989 і групи D чемпіонату світу 1987.
Найсильніші гравці Австралії різних років: 
- воротарі: М. Хаджигеоргіу;
- захисники: Г. Крофт;
- нападники: Г. Грант, К. Спайк, М. Пірс, С. Девідсон, Ч. Купер, С. Гарднер, Д. Боттерілл.